# Real e Ilustre Colegio Oficial de Médicos de Sevilla
El Real e Ilustre Colegio Oficial de Médicos de Sevilla es el colegio profesional de médicos de la Provincia de Sevilla fundado en 1895. Esta institución agrupa a todos los médicos que ejercen de forma legal en la provincia.

## Historia
En el año 1895, el ministro de Fomento le concede el carácter de Corporación Oficial, dándole el título de Real desde el mismo año. Los fines con los que se crean son: "velar por los intereses morales y el bien régimen de la profesión médica con carácter de corporación oficial al servicio de los intereses generales y sin subvención alguna, en la inteligencia de que siempre estará a disposición de la Administración Pública para dar su opinión de los asuntos de su especialidad".  Cuando se crea la Ley de Sanidad que obliga a los médicos a colegiarse este mismo año, la Institución ya existía, por lo que solo tuvo que cambiar su nombre acorde a la misma ley.
Desde su fundación en la calle Alfonso XII y hasta aproximadamente 1956 mantiene una estrecha relación con la Regia Sociedad Hispalense, (actualmente Real Academia de Medicina y Cirugía de Sevilla).
El 21 de noviembre de 2011, la Junta de Andalucía aprueba la modificación de sus estatutos vigente hoy en día, además de disponer su inscripción en el Registro de Colegios Profesionales de Andalucía.